# Adam Brix Schächter
Adam Brix Schächter (født 17. november 1978) er en dansk skuespiller og stuntman.
Schächter er uddannet på stuntskole i 2002 og fra Lee Strasberg i Los Angeles i 2004.
Han er søn af skuespillerinden Birte Tove.

## Filmografi
- Kampen om den røde ko (1987)
- Jydekompagniet (1988)
- Blinkende lygter (2000)
- Tempelriddernes skat II (2007)
- Blå mænd (2008)
- Profetia (2009)
- Headhunter (2009)
- Hundeliv (2016)

### Tv-serier
- Gøngehøvdingen (1992)
- Hvide løgne (1998-2001)
- 2900 Happiness (2007)
- Livvagterne (2009)
- Borgen (2011)
- Ditte & Louise (2015-16)
- Landet af Glas (2018)
- Gidseltagningen (2019)

## Teater
- The Zoo story (på Krudttønden)
- Shakespeare Unplugged (På Krudttønden)